# Schweiz i olympiska sommarspelen 1996
Schweiz deltog i de olympiska sommarspelen 1996 med en trupp bestående av 114 deltagare, och det blev sju medaljer totalt.

## Cykling

### Landsväg
Herrarnas tempolopp
- Tony Rominger
  - Final — 1:06:05 (→ 5:e plats)

- Alex Zülle
  - Final — 1:06:33 (→ 7:e plats)

Damernas linjelopp
- Barbara Heeb
  - Final — 02:37:06 (→ 8:e plats)

- Yvonne Schnorf
  - Final — 02:37:06 (→ 13:e plats)

- Diana Rast
  - Final — 02:37:06 (→ 15:e plats)

Damernas tempolopp
- Diana Rast
  - Final — 39:28 (→ 15:e plats)

### Bana
Herrarnas poänglopp
- Bruno Risi
  - Final — 8 points (→ 17:e plats)

### Mountainbike
Herrarnas terränglopp
- Thomas Frischknecht
  - Final — 2:20:14 (→  Silver)

- Beat Wabel
  - Final — 2:32:17 (→ 14:e plats)

Damernas terränglopp
- Daniela Gassmann
  - Final — 1:59.11 (→ 12:e plats)

- Silvia Fürst
  - Final — 2:03.04 (→ 16:e plats)

## Friidrott
Herrarnas 1 500 meter
- Peter Philipp
  - Qualification — 3:41,60 (→ gick inte vidare)

Herrarnas 4 x 400 meter stafett
- Laurent Clerc, Kevin Widmer, Alain Rohr och Mathias Rusterholz
  - Heat — 3:03,05
  - Semifinal — 3:05,36 (→ gick inte vidare)

Herrarnas 400 meter häck
- Marcel Schelbert
  - Heat — 51,20s (→ gick inte vidare)

Herrarnas tiokamp
- Philipp Huber
  - Slutligt resultat — 7743 poäng (→ 28:e plats)

Herrarnas 50 kilometer gång
- Pascal Charrière — 4:10:20 (→ 31:e plats)

Damernas 400 meter
- Corinne Simasotchi
  - Heat — 53,69 (→ gick inte vidare)

Damernas 10 000 meter
- Daria Nauer
  - Kval — 33:56,95 (→ gick inte vidare)

- Ursula Jeitziner
  - Kval — fullföljde inte (→ gick inte vidare)

Damernas 400 meter häck
- Michele Schenk
  - Kval — 55,70
  - Semifinal — 55,96 (→ gick inte vidare)

- Martina Stoop
  - Kval — 56,32 (→ gick inte vidare)

Damernas höjdhopp
- Sieglinde Cadusch
  - Kval — 1,85m (→ gick inte vidare)

Damernas sjukamp
- Patricia Nadler
  - Slutligt resultat — 5803 poäng (→ 23:e plats)

Damernas maraton
- Franziska Rochat-Moser — 2:34,48 (→ 18:e plats)
- Nelly Glauser — 2:37,19 (→ 34:e plats)

## Fäktning
Herrarnas värja
- Nic Bürgin
- Olivier Jacquet

Damernas värja
- Gianna Hablützel-Bürki
- Michèle Wolf
- Sandra Kenel

Damernas värja, lag
- Gianna Hablützel-Bürki, Michèle Wolf, Sandra Kenel

## Handboll
Herrar
Gruppspel
| Lag      | Pld | W | D | L | GF  | GA  | GD  | Poäng |
| -------- | --- | - | - | - | --- | --- | --- | ----- |
| Sverige  | 5   | 5 | 0 | 0 | 131 | 94  | +37 | 10    |
| Kroatien | 5   | 4 | 0 | 1 | 132 | 122 | +10 | 8     |
| Ryssland | 5   | 3 | 0 | 2 | 137 | 106 | +31 | 6     |
| Schweiz  | 5   | 2 | 0 | 3 | 126 | 115 | +11 | 4     |
| USA      | 5   | 1 | 0 | 4 | 111 | 142 | −31 | 2     |
| Kuwait   | 5   | 0 | 0 | 5 | 100 | 158 | −58 | 0     |

| Resultat | Sverige | Kroatien | Ryssland | Schweiz | USA   | Kuwait |
| -------- | ------- | -------- | -------- | ------- | ----- | ------ |
| Sverige  |         | 27–18    | 22–20    | 26–19   | 23–19 | 33–18  |
| Kroatien | 18–27   |          | 25–24    | 23–22   | 35–27 | 31–22  |
| Ryssland | 20–22   | 24–25    |          | 30–23   | 31–16 | 32–20  |
| Schweiz  | 19–26   | 22–23    | 23–30    |         | 29–20 | 33–16  |
| USA      | 19–23   | 27–35    | 16–31    | 20–29   |       | 29–24  |
| Kuwait   | 18–33   | 22–31    | 20–32    | 16–33   | 24–29 |        |

## Modern femkamp
Herrar
- Philipp Wäffler → 29:e plats (4774 poäng)

## Tennis
Herrsingel
- Marc Rosset
  1. Första omgången — Besegrade Hicham Arazi (Marocko) 6-2 6-3
  2. Andra omgången — Besegrade Frederik Fetterlein (Danmark) 7-6 7-5
  3. Tredje omgången — Förlorade mot Renzo Furlan (Italien) 0-6 2-4 retired

Damsingel
- Martina Hingis
  1. Första omgången — Besegrade Joëlle Schad (Dominikanska Republiken) 6-0 6-1
  2. Andra omgången — Förlorade mot Ai Sugiyama (Japan) 4-6 4-6
- Patty Schnyder
  1. Första omgången — Förlorade mot Conchita Martínez (Spanien) 1-6 2-6